# Manzanilla
Manzanilla er en by og kommune i det sydvestlige Spanien i provinsen Huelva. Den har et indbyggertal på 2.216 (2024) indbyggere.